# Anselmo Gonzaga
Anselmo Gonzaga (ur. 21 kwietnia 1906, zm. ?) – filipiński lekkoatleta, sprinter. Medalista Igrzysk Dalekiego Wschodu i uczestnik Igrzysk Olimpijskich 1928.
Brał udział w Igrzyskach Olimpijskich w Amsterdamie w 1928 roku, gdzie startował w biegu na 100 m (dotarł do ćwierćfinału) oraz na 200 m (odpadł w pierwszej rundzie).
Zawodnik zdobywał również medale na Igrzyskach Dalekiego Wschodu:
- 1927 – złoto na 200 m
- 1930 – srebro na 100 i 200 m

## Rekordy życiowe
- Bieg na 100 metrów – 10,5 (1927)[1] były rekord Filipin[3]
- Bieg na 200 metrów – 21,5ys (1930)[1]